# توماس بيدوس
توماس بيدوس (منذ 13 أبريل 1760 حتى 24 ديسمبر 1808) كان طبيبًا إنجليزيًا وكاتبًا علميًا. ولد في شيفنال، شروبشاير وتوفي في بريستول بعد خمسة عشر عامًا من بدء ممارسته الطبية هناك. كان ممارسًا إصلاحيًا ومدرسًا للطب، وزميلًا لشخصيات علمية بارزة. وكان يعمل على علاج مرض السل.
كان بيدوس صديقًا لصموئيل تايلور كوليردج، ووفقًا لما ذكره إي إس شافير، كان له تأثير مهم على تفكير كوليردج المبكر، مما عرّفه على النقد التاريخي. كان الشاعر توماس لوفيل بيدوس ابنه. ويوجد لوحة له من رسم سامسون توغود روش موجودة في معرض اللوحات القومي بلندن.

## النشأة والتعليم
ولد بيدوس في شيفنال، شروبشاير في 13 أبريل 1760. تلقى تعليمه في مدرسة بريدجنورث النحوية وكلية بيمبروك، أكسفورد. التحق بالدورة الطبية بجامعة إدنبرة في أوائل ثمانينيات القرن الثامن عشر، وتعلم فيها الكيمياء على يد جوزيف بلاك والتاريخ الطبيعي على يد كيندال ووكر. ودرس الطب في لندن على يد جون شيلدون. في عام 1784 نشر ترجمة لأطروحات لازارو سبالانزاني عن التاريخ الطبيعي، وفي عام 1785 أنتج ترجمة، مع الملاحظات الأصلية، لمقالات توربيرن أولوف بيرجمان عن عوامل الجذب الاختيارية.
حصل على درجة الدكتوراه في الطب من كلية بيمبروك بجامعة أكسفورد عام 1786.
في عام 1794، تزوج من آنا، ابنة شريكه في معهد الهواء المضغوط في بريستول، ريتشارد لوفيل إدجوورث. ولد ابنهما الشاعر توماس لوفيل بيدوس عام 1803 في بريستول.

## المعتقدات السياسية
أصبح بيدوس مؤيدًا صريحًا للثورة الفرنسية في سنواتها الأولى. واعتبر الجمهورية أفضل نظام سياسي، بعد أن لاحظ الفساد والحزبية في البرلمان البريطاني. ومع ذلك، حتى مع تعاطفه مع الاحتجاج الديمقراطي، كان يخشى التمرد الشعبي وعنف الغوغاء.
كان بيدوس صديقًا للعديد من أعضاء الجمعية القمرية في برمنغهام، وهو مجتمع من الشخصيات التنويرية البارزة. بعد أعمال شغب بريستلي عام 1791، أعرب بيدوس علنًا عن معارضته لأعمال شغب «الكنيسة والملك»، وتعاطفه مع فرنسا، وإعجابه بالباحثين وعلماء الاجتماع الفرنسيين، ومعارضته للحرب على فرنسا. في عام 1792، حققت معه وزارة الداخلية للاشتباه في قيامه «بزرع الفتنة» من خلال توزيع منشورات سياسية تحدثت ضد المؤسسة وعلاقاته بالجمعية القمرية، ويُزعم أنها جمعية ديربي الفلسفية التابعة لإيراسموس داروين.